# Murchison (kráter)

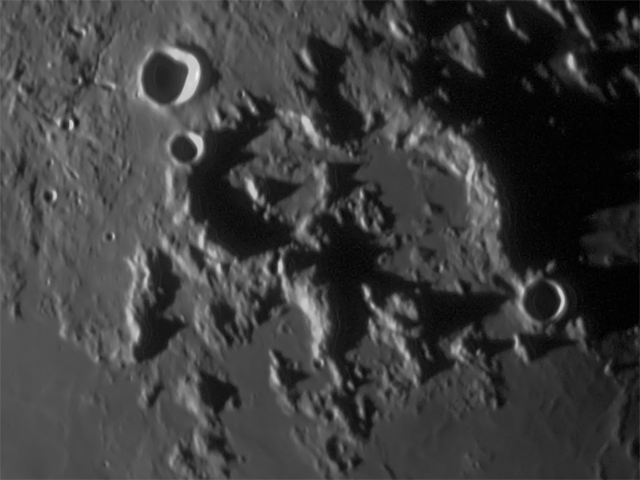
Kráter Pallas se středovým vrcholkem (větší kráter vlevo). Sousedící větší kráter napravo je Murchison.

Murchison je měsíční kráter se značně porušeným okrajovým valem nacházející se na přivrácené straně Měsíce na okraji Sinus Medii (Záliv středu). Má průměr 58 km, pojmenován je podle skotského geologa Rodericka Murchisona. Leží poblíž rovníku, kráterem navíc prochází měsíční nultý poledník, tzn. pro pozorovatele z tohoto místa by se Země nacházela přesně v zenitu (příp. mírně vychýlená vlivem librace).
Západně od něj se jej okrajem dotýká další rozrušený Pallas. Jihovýchodně leží kráter Chladni a severovýchodně kráter Ukert.